# Donald Buck
Donald Eaton Buck (26. rujna 1916. – 3. lipnja 2002.) je bivši američki hokejaš na travi. Igrao je na mjestu veznog igrača.
Sudjelovao je na hokejaškom turniru na OI 1948. u Londonu, igrajući za reprezentaciju SAD-a. SAD su izgubile sve 3 utakmice u prvom krugu, u skupini "B". Zauzele su od 5. – 13. mjesta. Buck je odigrao dva susreta. Te sezone je igrao za Mt. Washington Club.

## Vanjske poveznice
- Profil na Sports-Reference.com  Arhivirana inačica izvorne stranice od 16. kolovoza 2011. (Wayback Machine)